# Escorpio (álbum)
Escorpio es el título del 27°. álbum de estudio grabado por la cantante española Paloma San Basilio, Fue lanzado al mercado bajo el sello discográfico Sony Discos el 15 de mayo de 2001. La mayoría de las canciones son versiones en bolero y algunas con ritmos más latinos e incluso el jazz. El álbum fue muy bien recibido en toda América Latina.

## Lista de canciones
| Escorpio |                                                                           |                                                                                 |          |  |
| N.º      | Título                                                                    | Escritor(es)                                                                    | Duración |  |
| 1.       | «Tu ausencia»                                                             | Sylvia Ibáñez · Bebu Silvetti                                                   | 3:42     |  |
| 2.       | «Qué seas feliz»                                                          | Consuelo Velázquez                                                              | 3:04     |  |
| 3.       | «América»                                                                 | José Luis Perales                                                               | 4:17     |  |
| 4.       | «No ha pasado nada»                                                       | Armando Manzanero                                                               | 3:56     |  |
| 5.       | «Cómo he de vivir sin tu cariño» (How Am I Supposed To Live Without You?) | Michael Bolton · Doug Thomas James Adapt: al español: Mario Patiño · Rudy Pérez | 4:33     |  |
| 6.       | «Cancionero/Sabrá dios/La mentira»                                        | Álvaro Carrillo                                                                 | 7:29     |  |
| 7.       | «Si me amaras»                                                            | Paz Martínez                                                                    | 4:12     |  |
| 8.       | «Toda una vida»                                                           | Osvaldo Farrés                                                                  | 3:08     |  |
| 9.       | «Te extraño»                                                              | Armando Manzanero                                                               | 3:52     |  |
| 10.      | «Hasta siempre»                                                           | Alberto Quintero Cano                                                           | 4:25     |  |
| 11.      | «Aguas de Março/Más que nada/Você Abusou»                                 | Antônio Carlos Jobim · Jorge Ben Jor · Antonio Carlos-Jocafi                    | 5:50     |  |
| 48:43    |                                                                           |                                                                                 |          |  |

## Créditos y personal
- Richard Bravo - Percusión
- Ed Calle - Flauta, saxofón tenor
- Rodolfo Castillo - Piano
- Julio Hernández - Bajo eléctrico
- Orlando Hernández - Batería
- Jeff Kievit - Trompeta
- John Kricker - Trombón
- Bárbara Larrinaga - Coro
- Lee Levine - Batería
- Manny López -	Guitarra
- Alfredo Matheus - Coro
- Billy Ross - Flauta, saxofón alto
- Bebu Silvetti - Piano

## Producción
- Ángel Carrasco - Productor ejecutivo
- Rodolfo Castillo - Ingeniero, arreglo de bajo
- Mike Fuller -	Masterización
- Manuel Gómez - Diseño
- Carlos Martin - Diseño gráfico, dirección de arte
- Alfredo Matheus - Ingeniero
- Boris Milan - Edición digital
- Alfredo Oliva - Coordinación
- Dave Poler - Ingeniero
- Javier Salas - Fotografía
- Bebu Silvetti - Arreglo, productor, dirección, realización
- Sylvia Silvetti - Coordinación